# امین میرزازاده
امین میرزازاده (زادهٔ ۱۸ دی ۱۳۷۶) کشتی‌گیر ایرانی و عضو تیم ملی کشتی فرنگی ایران است. او دارنده یک مدال طلا و یک نقره مسابقات جهانی و یک برنز المپیک ۲۰۲۴ پاریس است.

## فعالیت حرفه‌ای ورزشی

### زیر ۲۳ سال جهان ۲۰۱۷
در وزن ۱۳۰ کیلوگرم امین میرزازاده در دور اول مقابل سینگ مهارس از هند با نتیجه ۱۰ بر یک به برتری رسید. وی در دور دوم مقابل منصور شادوکایف از قزاقستان با نتیجه ۴ بر صفر به پیروزی رسید وی در دور سوم و در مرحله یک چهارم نهایی عبدالطیف احمد محمد از مصر را با نتیجه ۷ بر ۳ مغلوب کرد و راهی مرحله نیمه نهایی شد. میرزازاده در این مرحله مقابل زویادی پاتاریدزه قهرمان جوانان جهان از گرجستان با نتیجه ۳ بر صفر مغلوب شد و به دیدار رده‌بندی رفت. وی در این دیدار با نتیجه ۳ بر یک از مانتاس کنیستاتاس از لیتوانی شکست خورد و پنجم شد.

### قهرمانی آسیا ۲۰۲۰
در وزن ۱۳۰ کیلوگرم امین میرزازاده در دور اول در یک دیدار نزدیک با نتیجه ۳ بر ۳ مقابل منصور شادوکایف از قزاقستان به برتری رسید و به مرحله نیمه نهایی راه یافت. وی در این مرحله با نتیجه ۶ بر یک آرتا سونودا از ژاپن را مغلوب کرد و راهی دیدار فینال شد. میرزازاده در دیدار فینال با نتیجه ۹ بر صفر کیم مین-سئوک دارنده مدال برنز جهان از کره جنوبی را مغلوب کرد و به مدال طلا دست یافت.

### مسابقات سیزم ۲۰۱۹
در وزن ۱۳۰ کیلوگرم امین میرزازاده در دور اول در دیداری بسیار نزدیک به رضا کایالپ عنوان دار چند دوره جهان و المپیک کشتی را ۵ بر ۳ باخت. پس از راه‌یابی کایالپ به فینال میرزازاده در شانس مجدد ابتدا ادوارد پوپ کشتی‌گیر عنوان دار جهان و مطرح آلمانی را که در المپیک ریو به مقام پنجم رسیده بود شکست داد و سپس در دیدار رده‌بندی در مقابل چنرسنکی قهرمان اروپا با وجود نا داوری با نتیجه ۲ بر ۲ به پیروزی رسید و مدال ارزشمند مسابقات سیزم (نظامیان جهان) را بر گردن آویخت.

### المپیک ۲۰۲۰ توکیو
امین میرزازاده در المپیک ۲۰۲۰ توکیو در وزن ۱۳۰ کیلوگرم کشتی فرنگی حاضر بود. او در دور اول با کیم مینسوک کشتی‌گیر کره ای کشتی گرفت و با نتیجه ۶ بر صفر او را شکست داد، در دور دوم حریف او کشتی‌گیر عنوان دار و افسانه ای کوبا میخایین لوپز بود و با نتیجه ۸ بر صفر از او شکست خورد، با توجه به برد میخایین لوپز در نیمه نهایی مقابل رضا کایالپ او در شانس مجدد قرار گرفت. در کشتی اول شانس مجدد حریف او آلین الکسوج از رومانی بود که این کشتی‌گیر را با نتیجه ۵ بر یک شکست داد و راهی رده‌بندی برای کسب مدال برنز شد. در رده‌بندی حریف او کشتی‌گیر عنوان دار و قدرتمند ترکیه ای رضا کایالپ بود که با نتیجه ۷ بر ۲ شکست خورد و به مقام پنجمی رسید.

### زیر ۲۳ سال جهان ۲۰۲۱
در وزن ۱۳۰ کیلوگرم امین میرزازاده در دور اول با نتیجه ۶ بر ۱ نیکولا میلاتوویچ از نروژ را مغلوب کرد وی در دور دوم در یک دیدار نفسگیر با نتیجه ۲ بر ۱ از سد میخائیل لاپتی اف از روسیه گذشت و به مرحله یک چهارم نهایی راه یافت. میرزازاده در این مرحله آنتون ساونکو از قزاقستان را با نتیجه ۳ بر ۱ از پیش رو برداشت و راهی مرحله نیمه نهایی شد. وی در این مرحله با نتیجه ۵ بر ۱ فاتیح بوزکورت از ترکیه را شکست داد و راهی دیدار فینال شد. وی در این دیدار مقابل داوید اوواسپیان دارنده مدال برنز زیر ۲۳ سال جهان از ارمنستان با نتیجه ۲ بر ۱ به پیروزی رسید و به مدال طلا دست یافت.

### قهرمانی جهان ۲۰۲۲
در وزن ۱۳۰ کیلوگرم امین میرزازاده در دور اول با نتیجه ۶ بر ۱ نیکولا میلاتوویچ از نروژ را مغلوب کرد وی در دور دوم در یک دیدار نفسگیر با نتیجه ۲ بر ۱ از سد میخائیل لاپتی اف از روسیه گذشت و به مرحله یک چهارم نهایی راه یافت. میرزازاده در این مرحله آنتون ساونکو از قزاقستان را با نتیجه ۳ بر ۱ از پیش رو برداشت و راهی مرحله نیمه نهایی شد. وی در این مرحله با نتیجه ۵ بر ۱ فاتیح بوزکورت از ترکیه را شکست داد و راهی دیدار فینال شد. وی در فینال مقابل رضا کایالپ قهرمان پنج دوره جهان و نایب قهرمان المپیک ۲۰۱۶ریو از ترکیه با نتیجه ۱ بر ۱ بازنده شد و به مدال نقره دست یافت.

### قهرمانی آسیا ۲۰۲۳
در وزن ۱۳۰ کیلوگرم امین میرزازاده پس از استراحت در دور نخست، در دور دوم و در مرحله یک چهارم نهایی با نتیجه ۹ بر صفر رومن کیم از قرقیزستان را مغلوب کرد و به مرحله نیمه نهایی راه یافت. وی در این مرحله با نتیجه ۹ بر صفر تموربک نسیم‌اف از ازبکستان را شکست داد و به دیدار فینال رسید. میرزازاده در دیدار فینال با برتری ۲ بر صفر مقابل منگ لینگ‌ژی از چین به موفق به کسب مدال طلا شد.

### بازی‌های آسیایی ۲۰۲۲
در وزن ۱۳۰ کیلوگرم امین میرزازاده در نخستین مبارزه مقابل نانتاوات پانفوک از تایلند به روی تشک رفت و در پایان در همان تایم نخست با امتیاز عالی ۹ بر صفر به برتری رسید. میرزازاده در دومین مبارزه نیز مقابل آیبگشازاده کورایف از ترکمنستان ۹ بر صفر پیروز شد و به مرحله نیمه‌نهایی راه یافت. او در نیمه نهایی علیم‌خان سیزدیکوف از قزاقستان را با نتیجه ۳ بر یک برد و راهی فینال شد. میرزازاده در فینال مقابل منگ لینگ‌ژی از چین روی تشک رفت که با برتری برابر وی قهرمان شد و به مدال طلا رسید.

### قهرمانی جهان ۲۰۲۳
در وزن ۱۳۰ کیلوگرم امین میرزازاده در دور نخست با نتیجه ۹ بر صفر ادوارد سوقومونیان از برزیل را شکست داد. وی در دور دوم با با نتیجه ۲ بر ۱ میخایلو ویشنیوسکی از اوکراین را از پیش رو برداشت و به مرحله یک چهارم نهایی راه یافت. وی در این مرحله با نتیجه ۱ بر ۱ روماس فریدریکاس از لیتوانی را مغلوب کرد و به مرحله نیمه نهایی راه یافت. میرزازاده در این مرحله با اسکار پینو دارنده مدال‌های نقره و برنز جهان از کوبا با نتیجه ۱ بر ۱ به برتری دست یافت و راهی دیدار فینال شد. وی در این دیدار رضا کایالپ قهرمان چندین دوره جهان و دارنده مدال‌های نقره و برنز المپیک از ترکیه را در یک کشتی سخت و نفسگیر با نتیجه ۲ بر ۲ شکست داد و به مدال طلا دست یافت.

### قهرمانی آسیا ۲۰۲۴
در وزن ۱۳۰ کیلوگرم امین میرزازاده پس از استراحت در دور اول، در دور دوم با نتیجه ۸ بر صفر اسلام جان رحمت اف از ازبکستان را مغلوب کرد و به مرحله نیمه نهایی رفت. وی در این مرحله ارلان مناتبکوف از قرقیزستان را با نتیجه ۹ بر صفر از پیش رو برداشت و به دیدار فینال رفت. میرزازاده در دیدار نهایی کیم مین-سوک دارنده مدال برنز جهان از کره جنوبی را با نتیجه ۵ بر صفر شکست داد و طلایی شد.

### المپیک ۲۰۲۴ پاریس
او در مرحله یک هشتم نهایی این مسابقات مقابل رقیب آمریکایی خود آدام کون با نتیجه ۳ بر ۱ به پیروزی رسید و به مرحله یک چهارم نهایی راه یافت . در مرحله یک چهارم نهایی به مصاف میخایین لوپز کوبایی ، که دارنده ۴ مدال طلای پیاپی المپیک بود ، رفت که با نتیجه ۳ بر ۱ از او شکست خورد و از رسیدن به مرحله نیمه نهایی بازماند. با راهیابی لوپز به فینال، میرزازاده به مسابقات شانس مجدد راه یافت که با پیروزی ۹ بر صفر مقابل لی سئونگ-چان کره ایی به مسابقه رده‌بندی رسید و در این مسابقه با نتیجه ۴ بر صفر موفق به شکست دادن صباح شریعتی کشتی‌گیر ایرانی الاصل جمهوری آذربایجان شد و به مدال برنز رسید.

## افتخارات

### المپیک تابستانی
- المپیک ۲۰۲۴ پاریس– ۱۳۰ ک‌گ

### قهرمانی جهان
- قهرمانی کشتی جهان بلگراد ۲۰۲۲ – ۱۳۰ ک‌گ
- قهرمانی کشتی جهان بلگراد ۲۰۲۳ – ۱۳۰ ک‌گ

### قهرمانی آسیا
- قهرمانی کشتی آسیا دهلی نو ۲۰۲۰ – ۱۳۰ ک‌گ
- قهرمانی کشتی آسیا آستانه ۲۰۲۳ – ۱۳۰ ک‌گ
- قهرمانی کشتی آسیا بیشکک ۲۰۲۴ – ۱۳۰ ک‌گ

### بازی‌های آسیایی
- کشتی بازی‌های آسیایی هانگژو ۲۰۲۲ - ۱۳۰ ک‌گ

#### سایر
- قهرمانی نوجوانان آسیا ۲۰۱۵ – ۱۰۰ ک‌گ
- قهرمانی جوانان آسیا ۲۰۱۸ – ۱۲۰ ک‌گ
- قهرمانی نوجوانان جهان ۲۰۱۵ – ۱۰۰ ک‌گ
- قهرمانی جوانان جهان ۲۰۱۷ – ۱۲۰ ک‌گ
- قهرمانی جوانان جهان ۲۰۱۸ – ۱۲۰ ک‌گ
- قهرمانی کشتی زیر ۲۳ سال جهان ۲۰۲۱ – ۱۳۰ ک‌گ